# Pavare euclidiană cu poligoane regulate convexe
| O pavare regulată are un singur tip de dală.                                                | O pavare semiregulată sau uniformă are o singură configurație a vârfului, dar două sau mai multe tipuri de fețe. |
| O pavare k-uniformă are k tipuri de vârfuri și două sau mai multe tipuri de fețe, regulate. | O pavare care nu este latură la latură poate avea dale regulate de diverse mărimi.                               |

Pavările planului euclidian cu poligoane regulate convexe au fost utilizate pe scară largă încă din antichitate. Prima tratare sistematică din punct de vedere matematic a fost cea a lui Johannes Kepler în Harmonices Mundi (în română Armonia lumii) din 1619.

## Notația pavărilor euclidiene
De obicei pavările euclidiene sunt denumite după notația lui Cundy și Rollett. Această notație reprezintă (i) numărul de vârfuri, (ii) numărul de poligoane din jurul fiecărui vârf (dispuse în sensul acelor de ceasornic) și (iii) numărul de laturi ale fiecăruia dintre acele poligoane. De exemplu: 36; 36; 34.6 spune că există 3 vârfuri cu 2 tipuri diferite de vârfuri, astfel încât această pavare fi clasificată ca o pavare „3-uniformă (de tip 2-vârfuri)”. Defalcat, 36; 36 (ambele din clase diferite de tranzitivitate), sau (36)2, descriu că există 2 vârfuri (notate cu exponentul 2), fiecare cu câte 6 poligoane echilaterale cu 3 laturi (triunghiuri echilaterale). Cu un vârf final 34.6, în care se învecinează 4 triunghiuri echilaterale și un singur hexagon regulat.
Totuși, această notație are două probleme principale legate de conformația ambiguă și unicitate În primul rând, când vine vorba de pavări uniforme, notația nu explică relațiile dintre vârfuri. Acest lucru face imposibilă generarea unui plan pavat având în vedere numai notația. Iar în al doilea rând, unele pavări au aceeași denumire, sunt foarte asemănătoare, dar pozițiile relative ale hexagoanelor diferă. Prin urmare, a doua problemă este că această nomenclatură nu este unică pentru fiecare pavare.
Pentru a rezolva aceste probleme, notația GomJau-Hogg este o versiune ușor modificată a cercetării și notării, prezentate în 2012, despre generarea și nomenclatura pavărilor și grilelor cu două straturi. Antwerp v3.0, o aplicație online gratuită, permite generarea de infinite pavări cu poligoane regulate într-o serie de etape de plasare a formei și operații iterative de rotație și reflexie, obținute direct din notația GomJau-Hogg.

## Pavări regulate
După Grünbaum și Shephard (secțiunea 1.3), se spune că o pavare este regulată dacă grupul de simetrie acționează tranzitiv asupra steagurilor pavării, unde un „steag” este o tripletă constând dintr-un vârf, o latură și o dală. Aceasta înseamnă că, pentru fiecare pereche de steaguri, există o operațiune de simetrie care aplică primul steag pe al doilea. Acest lucru este echivalent cu congruența poligoanelor regulate. La un vârf trebuie să existe șase triunghiuri echilaterale, patru pătrate sau trei hexagoane regulate producând trei pavări regulate.
| p6m, *632                                | p6m, *632                                | p4m, *442                               |
| ---------------------------------------- | ---------------------------------------- | --------------------------------------- |
|                                          |                                          |                                         |
| C&R: 36 GJ-H: 3/m30/r(h2) (t = 1, e = 1) | C&R: 63 GJ-H: 6/m30/r(h1) (t = 1, e = 1) | C&R: 4 GJ-H: 4/m45/r(h1) (t = 1, e = 1) |

C&R: Notația Cundy & Rollet
GJ-H: Notația GomJau-Hogg

## Pavări arhimedice, uniforme sau semiregulate
Tranzitivitatea pe vârfuri înseamnă că pentru fiecare pereche de vârfuri există o operație de simetrie care aplică primul vârf la al doilea.
Dacă cerința de tranzitivitate pe steaguri este relaxată la una de tranzitivitate pe vârfuri, în timp ce condiția ca pavarea să fie latură la latură este menținută, sunt posibile opt pavări suplimentare, cunoscute sub denumirea de arhimedice, pavări uniforme sau semiregulate. Există două forme de imagini în oglindă (enantiomorfe sau chirale) de 34.6 (hexagonală snub), dintre care doar una este listată în tabelul următor. Toate celelalte pavări regulate și semiregulate sunt achirale.
| C&R: 3.122 GJ-H: 12-3/m30/r(h3) (t = 2, e = 2) t{6,3} | C&R: 3.4.6.4 GJ-H: 6-4-3/m30/r(c2) (t = 3, e = 2) rr{3,6}   | C&R: 4.6.12 GJ-H: 12-6,4/m30/r(c2) (t = 3, e = 3) tr{3,6} | C&R: (3.6)2 GJ-H: 6-3-6/m30/r(v4) (t = 2, e = 1) r{6,3} |
| C&R: 4.82 GJ-H: 8-4/m90/r(h4) (t = 2, e = 2) t{4,4}   | C&R: 32.4.3.4 GJ-H: 4-3-3,4/r90/r(h2) (t = 2, e = 2) s{4,4} | C&R: 3.42 GJ-H: 4-3/m90/r(h2) (t = 2, e = 3) {3,6}:e      | C&R: 34.6 GJ-H: 6-3-3/r60/r(h5) (t = 3, e = 3) sr{3,6}  |

C&R: Notația Cundy & Rollet
GJ-H: Notația GomJau-Hogg
Grünbaum și Shephard fac distincție la descrierea acestor pavări drept „arhimedice” ca referindu-se doar la proprietatea locală a aranjamentului dalelor în jurul fiecărui vârf, iar aceea drept „uniformă” ca referindu-se la proprietatea globală a tranzitivității pe vârfuri. Deși acestea produc aceleași pavări în plan, în alte spații există pavări arhimedice care nu sunt uniforme.

## Pavări plane la vârfuri
Există 17 combinații de poligoane convexe regulate care formează 21 de tipuri de pavări plane la vârfuri. Poligoanele se întâlnesc în aceste vârfuri fără goluri suprapuneri. Enumerate după figura vârfului, unul are 6 poligoane, trei au 5 poligoane, șapte au 4 poligoane și zece au 3 poligoane.
După cum s-a arătat în secțiunile precedente, trei dintre ele pot produce pavări regulate (63, 44, 36), și încă opt pot produce pavări semiregulate sau arhimedice (3.12.12, 4.6.12, 4.8.8, (3.6)2, 3.4.6.4 , 3.3.4.3.4, 3.3.3.4.4, 3.3.3.3.6). Patru dintre ele pot exista în pavări k-uniforme (3.3.4.12, 3.4.3.12, 3.3.6.6, 3.4.4.6), în timp ce șase nu pot pava planul complet fără goluri sau suprapuneri — ele pot pava planul în întregime doar dacă poligoanele sunt neregulate (3.7.42, 3.8.24, 3.9.18, 3.10.15, 4.5.20, 5.5.10).
| 6 | 36        |           |           |         |         |         |        |       |        |    |
| 5 | 3.3.4.3.4 | 3.3.3.4.4 | 3.3.3.3.6 |         |         |         |        |       |        |    |
| 4 | 3.3.4.12  | 3.4.3.12  | 3.3.6.6   | (3.6)2  | 3.4.4.6 | 3.4.6.4 | 4      |       |        |    |
| 3 | 3.7.42    | 3.8.24    | 3.9.18    | 3.10.15 | 3.12.12 | 4.5.20  | 4.6.12 | 4.8.8 | 5.5.10 | 63 |

## Pavărik-uniforme
| după laturi, triunghiuri galbene, pătrate roșii (după poligoane) | cu poziții 4-izoedrice, triunghiurile în 3 culori diferite (după orbite) |

Astfel de pavări periodice pot fi clasificate după numărul de orbite de vârfuri, muchii și dale. Dacă există k orbite ale vârfurilor, despre o pavare se spune că este k-uniformă sau k-izogonală; dacă există t orbite ale dalelor, se spune că este t-izoedrică; dacă există e orbite ale alturilor, se spune că este e-izotoxală.
Pavările k-uniforme cu aceeași figură a vârfului pot fi identificate în continuare prin simetria grupului de tapet.
Pavările 1-uniforme cuprind 3 pavări regulate și 8 semiregulate, cu 2 sau mai multe tipuri de fețe poligonale regulate. Există 20 de pavări 2-uniforme, 61 de pavări 3-uniforme, 151 de pavări 4-uniforme, 332 de pavări 5-uniforme și 673 de pavări 6-uniforme. Fiecare poate fi grupată după numărul m de figuri ale vârfului distincte, numite și m-pavări arhimedice.
În final, dacă numărul de tipuri de vârfuri este același cu uniformitatea (m = k de mai jos), atunci se spune că pavări este de tip Krotenheerdt. În general, uniformitatea este mai mare sau egală cu numărul de tipuri de vârfuri (m ≥ k), deoarece diferitele tipuri de vârfuri au neapărat orbite diferite, dar nu și invers. Cu m = n = k, există 11 astfel de pavări pentru n = 1, 20 de astfel de pavări pentru n = 2, 39 de astfel de pavări pentru n = 3, 33 de astfel de pavări pentru n = 4, 15 astfel de pavări pentru n = 5, 10 astfel de pavări pentru n = 6 și 7 astfel de pavări pentru n = 7.
|            |       | m-arhimedice | m-arhimedice | m-arhimedice | m-arhimedice | m-arhimedice | m-arhimedice | m-arhimedice | m-arhimedice | m-arhimedice | m-arhimedice | m-arhimedice | m-arhimedice | m-arhimedice | m-arhimedice | m-arhimedice | m-arhimedice |
| 1          | 2     | 3            | 4            | 5            | 6            | 7            | 8            | 9            | 10           | 11           | 12           | 13           | 14           | ≥ 15         | Total        |              |              |
| ---------- | ----- | ------------ | ------------ | ------------ | ------------ | ------------ | ------------ | ------------ | ------------ | ------------ | ------------ | ------------ | ------------ | ------------ | ------------ | ------------ | ------------ |
| k-uniforme | 1     | 11           | 0            | 0            | 0            | 0            | 0            | 0            | 0            | 0            | 0            | 0            | 0            | 0            | 0            | 0            | 11           |
| k-uniforme | 2     | 0            | 20           | 0            | 0            | 0            | 0            | 0            | 0            | 0            | 0            | 0            | 0            | 0            | 0            | 0            | 20           |
| k-uniforme | 3     | 0            | 22           | 39           | 0            | 0            | 0            | 0            | 0            | 0            | 0            | 0            | 0            | 0            | 0            | 0            | 61           |
| k-uniforme | 4     | 0            | 33           | 85           | 33           | 0            | 0            | 0            | 0            | 0            | 0            | 0            | 0            | 0            | 0            | 0            | 151          |
| k-uniforme | 5     | 0            | 74           | 149          | 94           | 15           | 0            | 0            | 0            | 0            | 0            | 0            | 0            | 0            | 0            | 0            | 332          |
| k-uniforme | 6     | 0            | 100          | 284          | 187          | 92           | 10           | 0            | 0            | 0            | 0            | 0            | 0            | 0            | 0            | 0            | 673          |
| k-uniforme | 7     | 0            | ?            | ?            | ?            | ?            | ?            | 7            | 0            | 0            | 0            | 0            | 0            | 0            | 0            | 0            | ?            |
| k-uniforme | 8     | 0            | ?            | ?            | ?            | ?            | ?            | 20           | 0            | 0            | 0            | 0            | 0            | 0            | 0            | 0            | ?            |
| k-uniforme | 9     | 0            | ?            | ?            | ?            | ?            | ?            | ?            | 8            | 0            | 0            | 0            | 0            | 0            | 0            | 0            | ?            |
| k-uniforme | 10    | 0            | ?            | ?            | ?            | ?            | ?            | ?            | 27           | 0            | 0            | 0            | 0            | 0            | 0            | 0            | ?            |
| k-uniforme | 11    | 0            | ?            | ?            | ?            | ?            | ?            | ?            | ?            | 1            | 0            | 0            | 0            | 0            | 0            | 0            | ?            |
| k-uniforme | 12    | 0            | ?            | ?            | ?            | ?            | ?            | ?            | ?            | ?            | 0            | 0            | 0            | 0            | 0            | 0            | ?            |
| k-uniforme | 13    | 0            | ?            | ?            | ?            | ?            | ?            | ?            | ?            | ?            | ?            | ?            | ?            | 0            | 0            | 0            | ?            |
| k-uniforme | 14    | 0            | ?            | ?            | ?            | ?            | ?            | ?            | ?            | ?            | ?            | ?            | ?            | ?            | 0            | 0            | ?            |
| k-uniforme | ≥ 15  | 0            | ?            | ?            | ?            | ?            | ?            | ?            | ?            | ?            | ?            | ?            | ?            | ?            | ?            | 0            | ?            |
| k-uniforme | Total | 11           | ∞            | ∞            | ∞            | ∞            | ∞            | ∞            | ∞            | ∞            | ∞            | ∞            | ∞            | ∞            | ∞            | 0            | ∞            |

### Pavări 2-uniforme
Există 20 de pavări 2-uniforme ale planului euclidian. Tipurile de vârfuri sunt enumerate pentru fiecare. Dacă două pavări au aceleași două tipuri de vârfuri, li se dau indicii 1 și 2.
| p6m, *632                                             | p6m, *632                                                         | p6m, *632                                         | p6m, *632                                            | p6m, *632                                           | p6m, *632                                                   | p4m, *442                                                 |
| ----------------------------------------------------- | ----------------------------------------------------------------- | ------------------------------------------------- | ---------------------------------------------------- | --------------------------------------------------- | ----------------------------------------------------------- | --------------------------------------------------------- |
| [36; 32.4.3.4] 3-4-3/m30/r(c3) (t = 3, e = 3)         | [3.4.6.4; 32.4.3.4] 6-4-3,3/m30/r(h1) (t = 4, e = 4)              | [3.4.6.4; 33.42] 6-4-3-3/m30/r(h5) (t = 4, e = 4) | [3.4.6.4; 3.42.6] 6-4-3,4-6/m30/r(c4) (t = 5, e = 5) | [4.6.12; 3.4.6.4] 12-4,6-3/m30/r(c3) (t = 4, e = 4) | [36; 32.4.12] 12-3,4-3/m30/r(c3) (t = 4, e = 4)             | [3.12.12; 3.4.3.12] 12-0,3,3-0,4/m45/m(h1) (t = 3, e = 3) |
| p6m, *632                                             | p6, 632                                                           | p6, 632                                           | cmm, 2*22                                            | pmm, *2222                                          | cmm, 2*22                                                   | pmm, *2222                                                |
| [36; 32.62] 3-6/m30/r(c2) (t = 2, e = 3)              | [36; 34.6]1 6-3,3-3/m30/r(h1) (t = 3, e = 3)                      | [36; 34.6]2 6-3-3,3-3/r60/r(h8) (t = 5, e = 7)    | [32.62; 34.6] 6-3/m90/r(h1) (t = 2, e = 4)           | [3.6.3.6; 32.62] 6-3,6/m90/r(h3) (t = 2, e = 3)     | [3.42.6; 3.6.3.6]2 6-3,4-6-3,4-6,4/m90/r(c6) (t = 3, e = 4) | [3.42.6; 3.6.3.6]1 6-3,4/m90/r(h4) (t = 4, e = 4)         |
| p4g, 4*2                                              | pgg, 22×                                                          | cmm, 2*22                                         | cmm, 2*22                                            | pmm, *2222                                          | cmm, 2*22                                                   |                                                           |
| [33.42; 32.4.3.4]1 4-3,3-4,3/r90/m(h3) (t = 4, e = 5) | [33.42; 32.4.3.4]2 4-3,3,3-4,3/r(c2)/r(h13)/r(h45) (t = 3, e = 6) | [44; 33.42]1 4-3/m(h4)/m(h3)/r(h2) (t = 2, e = 4) | [44; 33.42]2 4-4-3-3/m90/r(h3) (t = 3, e = 5)        | [36; 33.42]1 4-3,4-3,3/m90/r(h3) (t = 3, e = 4)     | [36; 33.42]2 4-3-3-3/m90/r(h7)/r(h5) (t = 4, e = 5)         |                                                           |

## Pavări care nu sunt latură la latură
Poligoanele regulate convexe pot forma și pavări plane care nu sunt latură la latură. Astfel de pavări pot fi considerate ca fiind pavări latură la latură cu poligoane neregulate cu laturi adiacente coliniare.
Există șapte familii de pavări izogonale, fiecare familie având un parametru cu valoare reală care determină suprapunerea dintre laturile pavărilor adiacente sau raportul dintre lungimile laturilor diferitelor dale. Două dintre familii sunt generate din pătrate deplasate, fie progresiv, fie în zigzag. Grünbaum și Shephard numesc aceste pavări uniforme, deși contrazic definiția lui Coxeter pentru uniformitate, care cere poligoane regulate latură la latură. Astfel de pavări izogonale sunt de fapt identice din punct de vedere topologic cu pavările uniforme, însă cu proporții geometrice diferite.
| 1                                         | 2                                         | 3                                             | 4                         | 5                                          | 6                                            | 7                                |
| ----------------------------------------- | ----------------------------------------- | --------------------------------------------- | ------------------------- | ------------------------------------------ | -------------------------------------------- | -------------------------------- |
| Rânduri de pătrate cu decalaje orizontale | Rânduri de pătrate cu decalaje orizontale | Rânduri de triunghiuri cu decalaje orizontale | Pavare cu pătrate         | Trei hexagoane înconjoară fiecare triunghi | Șase triunghiuri înconjoară fiecare hexagon. | Ttriunghiuri de trei dimensiuni. |
| cmm (2*22)                                | p2 (2222)                                 | cmm (2*22)                                    | p4m (*442)                | p6 (632)                                   | p6 (632)                                     | p3 (333)                         |
| Pavare hexagonală                         | Pavare hexagonală                         | Pavare pătrată                                | Pavare pătrată trunchiată | Pavare hexagonală trunchiată               | Pavare hexagonală                            | Pavare trihexagonală             |